# 냉동선

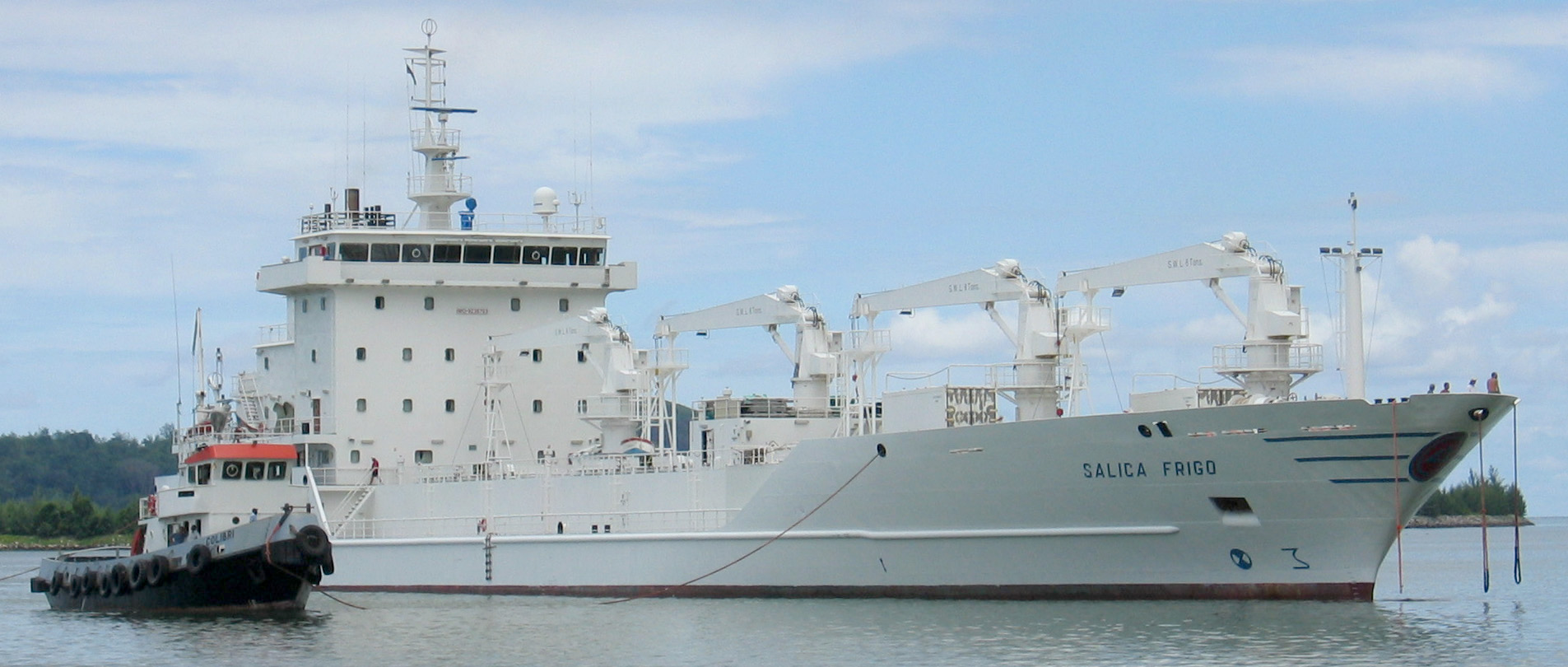
Salica Frigo 냉동선

냉동선 또는 빙장선(Reefer ship)은 일반적으로 과일, 고기, 야채, 유제품 및 이와 유사한 품목과 같이 온도 제어 취급이 필요한 부패하기 쉬운 화물을 운송하는 데 사용되는 냉장 화물선이다.

## 선박냉동의 역사
1869년에 냉동업자들은 소금과 얼음 혼합물로 얼린 쇠고기 사체를 텍사스주 인디애나놀라에서 루이지애나주 뉴올리언스로 병원, 호텔, 레스토랑에서 제공하기 위해 운송했다. 1874년에 이미 미국에서 런던으로 냉동 쇠고기 운송이 시작되었으며, 연간 톤수는 약 10,000숏톤(장톤 8,900톤, 9,100톤)으로 발전했다. 단열 화물 공간은 출발 시 적재된 얼음으로 냉각되었다. 이 방법의 성공은 단열, 적재 기술, 얼음 블록 크기, 거리 및 기후에 의해 제한되었다.
냉장 고기를 태평양을 건너 수송하려는 최초의 시도는 1876년 노덤(Northam)호가 호주에서 영국으로 항해했을 때 이루어졌다. 냉동 기계가 도중에 고장이 나고 화물이 분실되었다. 1877년 카레(Carré) 압축 기계를 장착한 프랑스 증기선 파라과이는 아르헨티나에서 5,500개의 냉동 양고기를 충돌로 인해 몇 달 동안 배송이 지연되었음에도 불구하고 우수한 상태로 프랑스에 도착하여 최초의 성공적인 여행을 완료하여 냉장의 개념을 입증했다. 1879년에 압축 냉동 장치를 갖춘 스트래슬레븐(Strathleven)은 화물의 일부로 40톤의 냉동 쇠고기와 양고기를 싣고 시드니에서 영국까지 성공적으로 항해했다.

## 같이 보기
- 저온 유통
- 냉장
- 냉장차
- 냉동탑차